# De fem dynastierna och De tio rikena

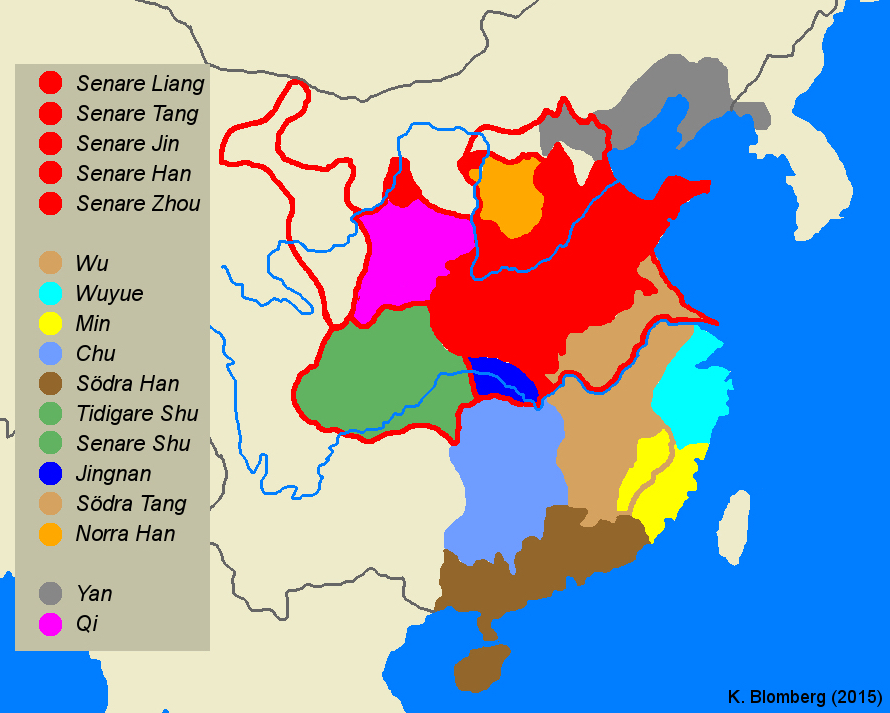
Karta över De fem dynastierna och De tio rikena

De fem dynastierna och De tio rikena (五代十国, Wǔdàishíguó) är samlingsnamnet på en epok i Kinas historia som varade mellan Tangdynastin och Songdynastin. Perioden börjar år 907 när Tangdynastins general Zhu Wen avsätter kejsare Ai Di och skapar Senare Liang. Epoken slutar år 979 när kejsare Taizong erövrar Norra Han och enar riket igen i Songdynastin som etablerats år 960 efter att Senare Zhou erövrats.
Under denna oroliga tid etablerades och föll fem dynastier och tio kungadömen i Kina. De fem dynastierna låg i norra Kina, och nio av de tio kungadömena (undantag Norra Han) låg i södra Kina. Traditionellt säger man att det var tio stater, men det var även flera mindre och kortlivade riken som t.ex. Yan (911–913) och Qi (907–924) i norra Kina som existerade under perioden. Flera av rikena var mer eller mindre självstyrande även innan Tangdynastin officiellt föll 907. Samtida med dessa riken etablerades även Liaodynastin (907–1125) ännu längre upp i norra Kina, men tillräknas inte denna epok.

## De fem dynastierna

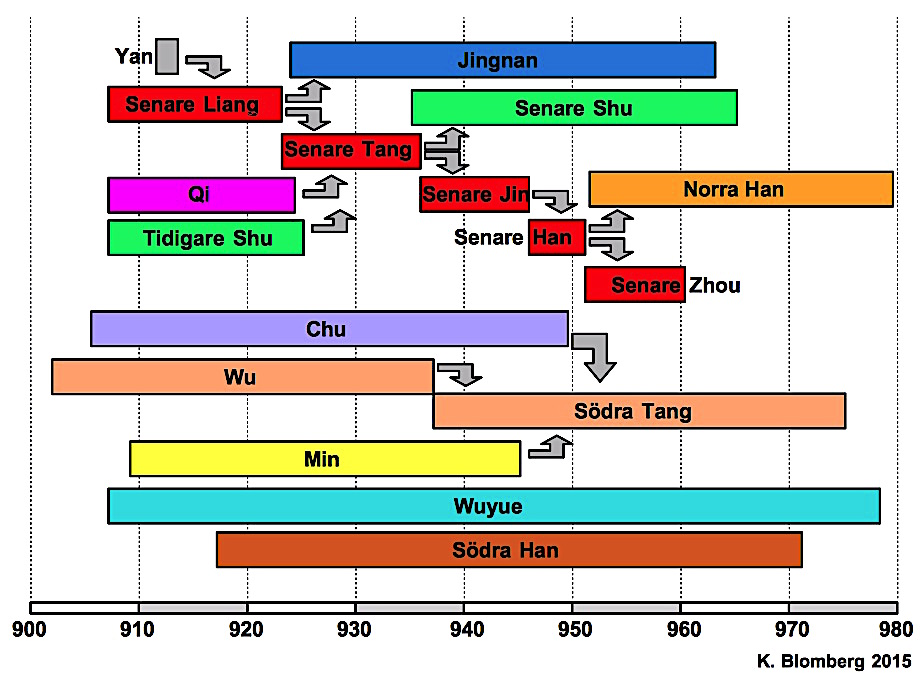
Tidslinje som visar tider och övergångar mellan dynastierna och riterna under tiden för De fem dynastierna och De tio rikena

- Senare Liang (907–923)
- Senare Tang (923–936)
- Senare Jin (936–947)
- Senare Han (947–950)
- Senare Zhou (951–960)

## De tio rikena
- Wu (902–937)
- Wuyue (907–978)
- Min (909–945)
- Chu (907/927–951)
- Södra Han (917–971)
- Tidigare Shu (907–925)
- Senare Shu (934–965)
- Jingnan (924–963)
- Södra Tang (937–975)
- Norra Han (951–979)